# Атре, Прахлад Кешав
Прахлад (Пралхад) Кешав Атре, псевдоним ‒ Кешавкумар, (хинди प्रहलाद केशव अत्रे, англ. Pralhad Keshav Atre; 13 августа 1898, Сасвад, Бомбейское президентство, Британская Индия — 13 июня 1969, Бомбей) — индийский писатель

, поэт, сценарист, педагог, редактор, кинорежиссёр
 и кинопродюсер. Писал на языке маратхи. Широко известный, как Ачарья Атре.

## Биография
Сын брамина. Окончил педагогические колледжи в Бомбее и Лондоне. В 1928 году — Лондонский университет. Изучал экспериментальную психологию у Сирила Бёрта и преподавал в Харроу, прежде чем вернуться в Индию.
Печатался с 1916 года. Известен как юморист и сатирик, автор сборника сатирических стихов и пародий «Цветы дзхенду» (1924), сборник новелл «Бутылка бренди» (1933), бытовых комедий «Земной поклон» (1933), «Узы брака» (1936), социально-бытовых драм «Вне дома» (1934), «Что скажут люди?» (1946), романа «Цангуна» (1954). Написанная им пьеса «Moruchi Mavshi» была экранирована в 1998 году на хинди Aunty No. 1 с Р. Тандон и Говиндой в главных ролях. Всего на его счету 22 пьесы, 13 сборников рассказов, четыре сборника стихов и 4-томная автобиография.
Карьеру в кино начал с адаптации собственных рассказов. Как кинорежиссёр снимал фильмы на маратхи. За киноленту «Мама Шьяма» (Shyamchi Aai) в 1954 году был награждён Национальной кинопремией Индии за лучший фильм. Его фильм Mahatma Phule (1955) отмечен Серебряной президентской медалью (National Film Award for Best Feature Film in Marathi).
Основатель и главный редактор четырёх газет на языке маратхи.
Был женат на актрисе Ванмале.